# Tiberio Licinio Casio Casiano
Tiberio Licinio Casio Casiano (en latín: Tiberius Licinius Cassius Cassianus) fue un senador romano que vivió en el siglo II, y desarrolló su cursus honorum bajo los reinados de Trajano, Adriano, Antonino Pío, y Marco Aurelio.
Los Fasti Ostienses demuestran que Casiano fue cónsul sufecto en el año 147 junto con Sexto Coceyo Severiano Honorino; los dos tomaron posesión el 1 de octubre de ese año. Después de su muerte, Gayo Popilio Caro Pedón lo sucedió como cónsul (in locum Cassiani).